# Јелена Хинић
Јелена Хинић (Београд, 1972) српски је сликар-иконописац, универзитетски предавач и историчар уметности.

## Биографија
УБеограду је завршила мастер студије на Факултету примењених уметности Универзитета у Београду са темом Средњовековно монументално сликарство и интерпретација; проблем узора у савременој црквеној уметности на одабраним примерима. Дипломирала је Историју уметности на Филозофском факултету у Београду са темом Сцене из житија Светог Саве I Немањића у српској средњовековној уметности, и такође дипломирала на Академији СПЦ, на катедри за иконопис.
Ангажована је као доцент на катедри за иконопис Високе школе Српске православне цркве за уметности и консервацију, на предметима Основе живописања, Увод у живописачке праксе, Основе иконописа и Позлатарске технике, у периоду 2014—2019. Члан је УЛУПУДС-а.
Члан је стручног тела савета Центра за културу Гроцка за излагачку 2017-2020. годину. Водила је радионицу иконописа и црквене орнаментике у оквиру пројекта Српске православне опште гимназије Кантакузина-Катарина Бранковић у –Загребу,  Међурелигијска култура-суживот вјерских заједница Града Загреба, Мај 2016. године

## Одабрана дела

### Самостално извела иконе за иконостасе
- Престоне иконе за иконостас Храма Светих Јоакима и Ане у Калуђерици 2018. (радови су у току)
- Иконе за иконостас капеле Светог апостола Јакова у манастиру Рођења светог Јована у Макрешанима код Крушевца 2016/17.
- Иконе за иконостас Храма Светог пророка Илије, манастира Златеш у Томашеву код Бјелог Поља, Црна Гора  2015/16.
- Иконе за иконостас Храма Успења Пресвете Богородице у Ражани 2006.
- Престоне иконе Храма Светог Трифуна у Малом Мокром Лугу, у Београду.

### Ауторске иконе
- Израда 27 икона за олтарску апсиду цркве Светог Марка у Београду 2013-2015.
- Монументална заветна икона за  Светих Јоакима и Ане за Храм Јоакима и Ане у Београдском насељу Калуђерица, 2015.
- Монументална житејна икона Преподобног Теоктиста за манастир Ђурђеви Ступови у Расу; 2006/7.
- Икона Светог Нектарија Егинског за Онколошки институт у Београду,
- 60 икона Срба светитеља, које су  представљене у галерији Етнографског музеја, 2005.
- Икона Светог Саве, за председника Руске Федерације Владимира Путина, дар Патријарха Српског Иринеја, 2019.
- Икона Светог Саве, за председника Руске Академије уметности, Зураба Церетеља, дар патријарха Српског Иринеја, 2019.
- Икона Светог Стефана првовенчаног за римског папу, дар владе републике Србије, 2019.
- Више појединачних икона за манастире и цркве, као и приватне колекције.

## Изложбе

### Самосталне изложбе
- 2017. ИКОНЕ ОЛТАРСКЕ АПСИДЕ ЦРКВЕ СВ. МАРКА, Крипта цркве светог Марка у Београду;
- 2017. ИКОНЕ, Изложбени простор резиденције амбасаде Републике Италије, по позиву;
- 2017. ИКОНЕ, Галерија културног центра, Рума;
- 2012. ИКОНЕ,  Ранчићева кућа, Гроцка;
- 2005. СВЕТИ СРБИ, Етнографски музеј, Београд;
- 2003. ИКОНЕ, НУ Браћа Стаменковић, Београд;

### Значајније групне изложбе 2016—1999
- Прво бијенале савремене црквене уметности 2018
- изложба икона- Галерија културног центра Шабац,2018
- изложба икона –Галерија културног центра, Шабац 2015- I НАГРАДА;
- Изложба радова професора Високе школе Академије СПЦ за уметности и консервацију, Мала галерија Дома војске Србије 2015
- изложба икона –Галерија културног центра, Шабац 2006 - I НАГРАДА;
- Савремени иконопис, Галерија Милано, Италија;
- Уметност за мир у Европи и у свету посвећена Св. Анастасији, Сремска Митровица – Галерија Лазар Возаревић, затим Београд-Руски дом, затим Задар- Галерија задарске епархије;
- Фреске  Богородице Љевишке, Минхен, Немачка - по позиву академије СПЦ;
- Галерија Клуба ваздухопловства војске СЦГ, Београд;
- Иконе и слике, колонија Св. Прохор Пчињски;
- Иконе -Бугарски културни центар, Братислава, Чешка;
- међународно бијенале минијатуре, Никшић;
- изложба икона - Галерија културног центра, Шабац;
- међународно бијенале уметности минијатуре, Горњи Милановац;
- Моја икона за наше Косово - Дом Војске, Београд;
- изложба икона - Галерија културног центра, Шабац;
- међународно бијенале уметности минијатуре -  Горњи Милановац;
- Бијенале мале иконе  галерија Св Ђорђе, Св. Стефан - III НАГРАДА;
- IX изложба икона - Галерија културног центра, Шабац - II НАГРАДА;
- Подигнимо Ступове - Галерија фресака;
- Јефимијини дани - Љубостиња,Трстеник;
- Православље и Стваралаштво - Кућа Ђуре Јакшића;
- Галерија Огњиште - Пале, Република Српска;
- Задужбина Светог Андреја Првозваног- Конак Кнегиње Љубице;

## Рецензије, чланци
- ИРИНА ТОМИЋ – Српски иконопис XX века у „Византијско наслеђе и српска уметност III том” , Замишљање прошлости и рецепција средњег века у српској у уметности XVIII—XXI века.
- Издање Византолошког института САНУ, Београд 2016 поводом Међународног конгреса византолошких студија. Стр. 219-229
- , , , 2009, Mondovi, Italia,  str. 147
- Чланци и прикази -Вечерње новости, 2019.[1]
- Радио телевизија Војводине Приказ изложбе у Руми, 2017.[2]
- Јединство, Корени, Спутњик, Башта Балкана ИТД
- Оливер Томић. Приказ изложбе у крипти цркве Светог Марка, 2017.
- Изложба икона олтарске апсиде, ТВ ХРАМ[3]
- Приказ радионице иконописа и црквене орнаментике, одржане у Загребу 2016.[4][5]
- Отворена  изложба, 2015.
- Ноћ Музеја 2011.